# Glaucostegus younholeei
Glaucostegus younholeeiはノコギリエイ目に属するエイの一種である。バングラデシュ、コックスバザールの水揚げ場で13個体のみが記録されている。

## 形態
近縁種との識別点として、細長く先の丸い吻、鼻孔は斜めに位置し前方が狭いこと、茶色から灰色の体色、細い楔形の体形、眼の前方で頭骨と吻が明確に区切られる、吻中央の隆起線がほぼ全長にわたって左右癒合する、比較的長い尾などの特徴が挙げられる。最大で93センチメートルになる。

## 分布
120メートル以浅の浅い大陸棚上に生息すると考えられる。1か所でしか発見されていないため正確な分布は不明だが、アンダマン海やマラッカ海峡を含む近隣の海域に生息する可能性はある。

## 人との関わり
本種を含むミナミサカタザメ属は沿岸漁業で捕獲され、鰭や肉が利用される。漁獲圧が高いため、本種の個体数は過去30年で80%以上減少したと見られている。